# Vilamajor (Cabanabona)
Vilamajor es una localidad española del municipio de Cabanabona, perteneciente a la provincia de Lérida, en la comunidad autónoma de Cataluña.

## Toponimia
El nombre del lugar puede aparecer referido con las variantes Vilamajor de Agramunt y Vilamajor.

## Historia
Hacia mediados del siglo XIX, el lugar, ya por entonces perteneciente a Cabanabona, tenía contabilizada una población de 19 habitantes. Aparece descrito en el decimosexto volumen del Diccionario geográfico-estadístico-histórico de España y sus posesiones de Ultramar de Pascual Madoz de la siguiente manera:

VILAMAJOR DE AGRAMUNT: l. en la prov. de Lérida, part. jud. de Balaguer, dióc. de Seo de Urgel, aud. terr. y c. g. de Barcelona, ayunt. de Cabanabona. sit. en terreno bastante llano; su clima es frio, pero sano. Tiene 9 casas; igl. anejo de Cabanabona, con cuyo térm. confina; cementerio y buenas aguas potables. El terreno es de mediana calidad, y en parte de regadio. Hay arbolado de robles, pinos y encinas. Los caminos son locales. La correspondencia se recibe de Cervera. prod.: trigo, aceite, vino y pastos; cria ganado lanar y caza de conejos, perdices y liebres. pobl.: 6 vec., 19 alm. cap. imp.: 15,330 rs. contr.: el 14'48 por 100 de esta riqueza.
(Madoz, 1850, p. 69)

En 2022, tenía empadronados 2 habitantes.